# جزر إشفارن

شعار الجزر الجعفرية

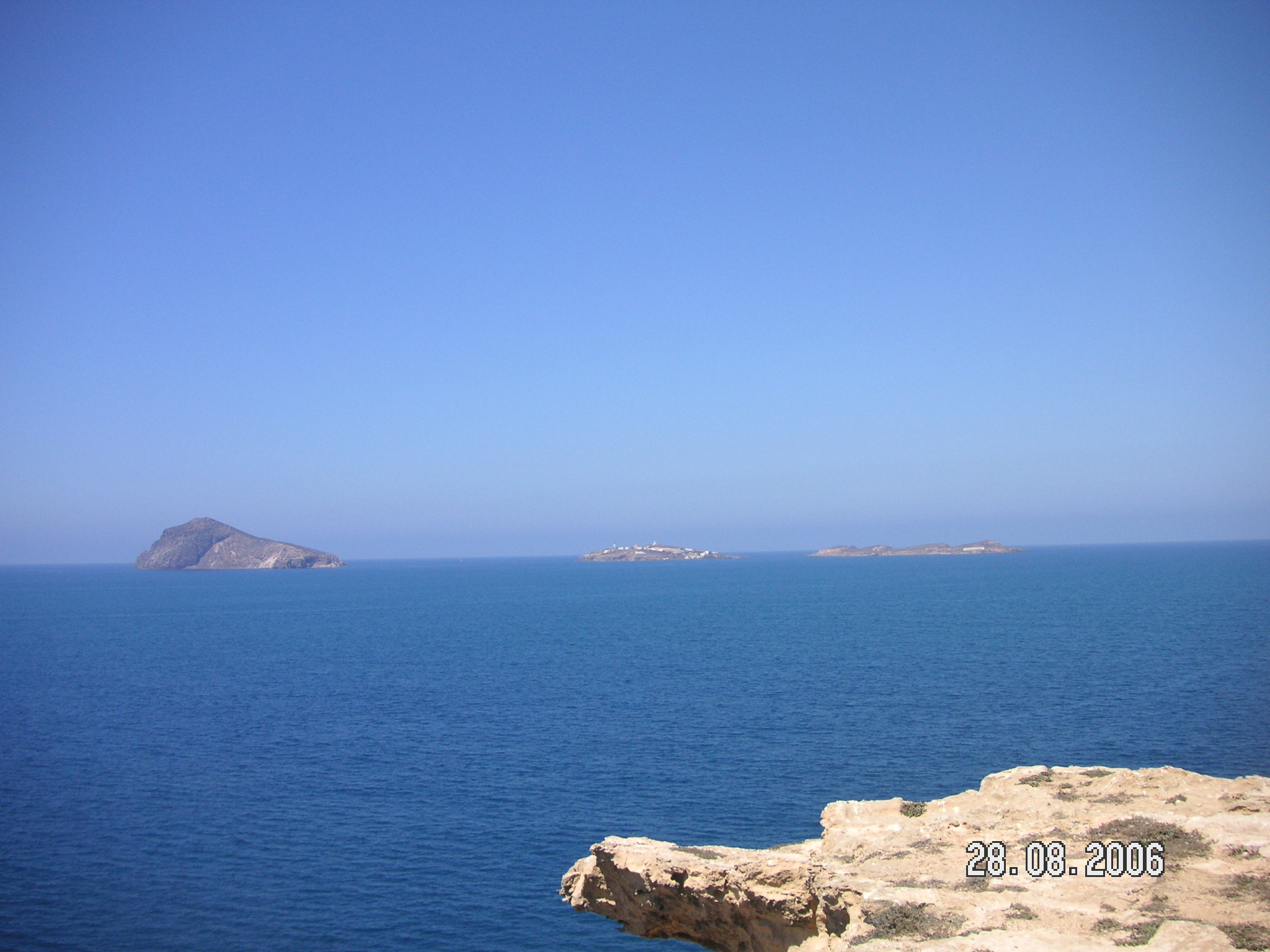
الجزر الجعفرية من الساحل المغربي

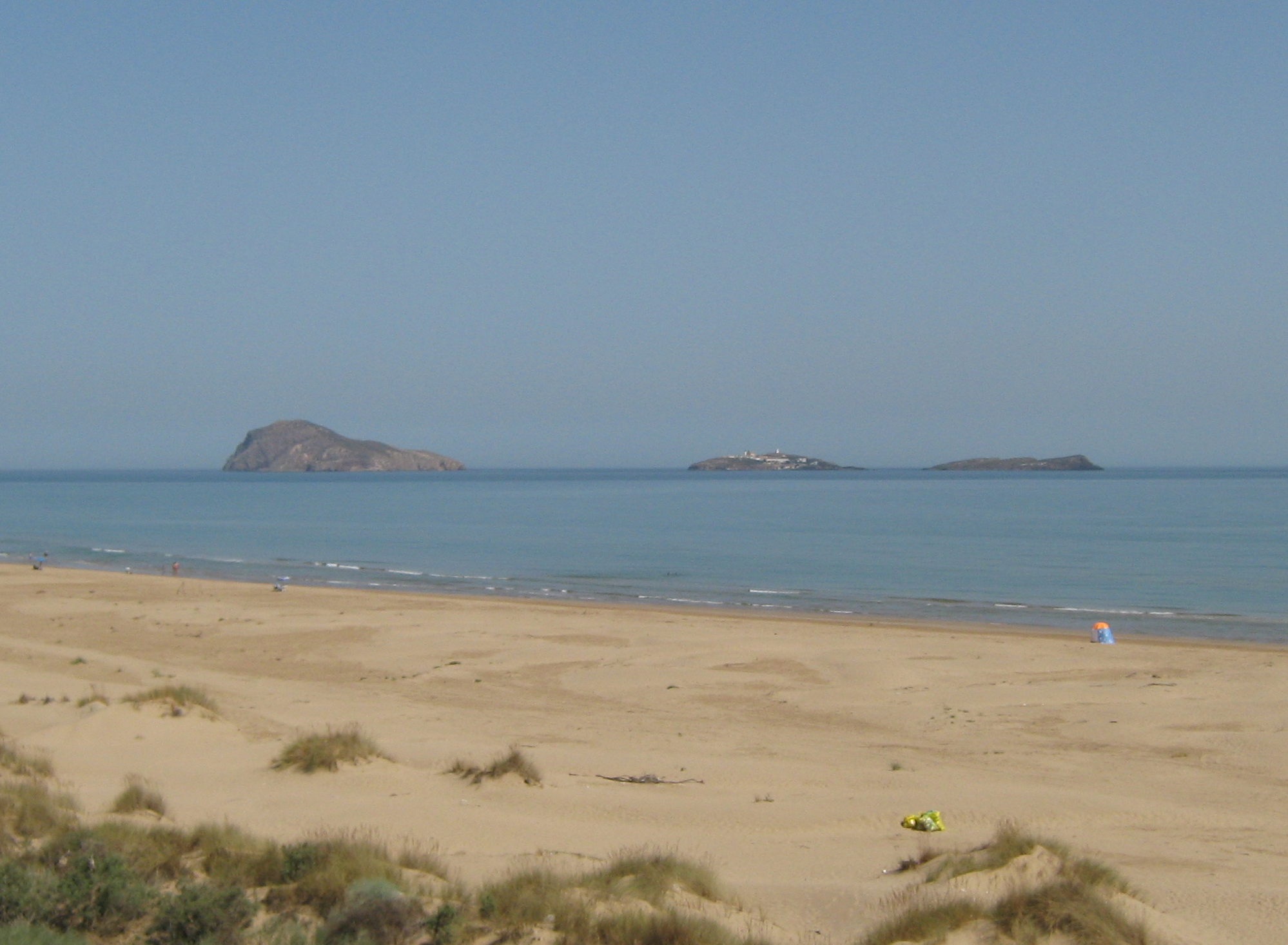
الجزر الجعفرية من منطقة رأس الماء

الجزر الجعفرية (الاسم العربي) أو جزر إشفارن (الاسم الأمازيغي) حسب التسمية المحلية في إقليم الريف المغربي (بالإسبانية: Islas Chafarinas) هي أرخبيل مكون من ثلاث جزر صغيرة تقع على بعد حوالي 4 كيلومترات شمال سواحل إقليم الناظور في المغرب وتوجد تحديدا قبالة سواحل قرية رأس الماء. الجزر تحت السيطرة الإسبانية منذ السادس من يناير عام 1848. قبل ذلك، لم تكن تابعة لأي دولة وكانت تُعتبر أرضًا بلا مالك (تيرا نولييوس). ومنذ ذلك الحين، تديرها إسبانيا. بعد حرب أفريقيا، اعترف المغرب بأن الجزر إسبانية عند توقيعه على معاهدة واد راس.، الجزر الجعفرية واحدة من الأماكن الخاضعة للسلطة الحكومة الإسبانية مباشرة، حيث أنها ليست تابعة لأي مدينة أو حكومة ذاتية محلية إسبانية. هذه الجزر مصنفة كمنطقة عسكرية إسبانية وهي بالتالي خاضعة مباشرة لوزارة الدفاع الإسبانية ولا يمكن للمواطنين الإسبان زيارتها إلا بإذن خاص كما أن معظم المقيمين بها هم جنود من الجيش الإسباني. رغم كون إسبانيا تعدّ الأراضي إسبانية إلا أنها تقع داخل المياه الإقليمية للمغرب حسب قانون البحار، وبالتالي فإن إسبانيا ليس لها حدود بحرية للجزر مع المغرب، ولهذا فإن زيارة الجزر بالسفن أو المروحيات الطائرة يتطلب تنسيقا إسبانيا مع المغرب.

## معاهدة الاستقلال بين إسبانيا والمغرب
بعد استقلال المغرب عن فرنسا رسميا في 2 مارس 1956، تم توقيع إتفاقية إعادة المناطق التي كانت تسيطر عليها إسبانيا شمال المغرب في 7 أبريل سنة 1956، والذي قضى بانسحاب إسبانيا من كامل الإقليم الذي كانت تحتله شمال المغرب مع احتفاظها بعدة مناطق علي الساحل المتوسطي للمغرب وهي:
- مدينة سبتة
- مدينة مليلية
- الجزر الجعفرية الثلات (جزيرة عيشة ـ جزيرة إيدو ـ جزيرة أسني)
- جزيرة البرهان
- جزر الحسيمة الثلات (جزيرة الحسيمة ـ جزيرة دي مار ـ جزيرة د ي تيرا)
- جزيرة قميرة (المعروفة محليا باسم جزيرة باديس)

كما إحتفظت إسبانيا في جنوب المغرب بثلات مناطق وهي:
- إقليم الصحراء الغربية
- إقليم إفني
- إقليم كاب جوبي الواقع شمال الصحراء الغربية

كما لم يتم التطرق لمسألة جزيرة تورة والتي نشأ حولها صراع شبه مسلح سنة 2002، كل هذه المسائل جعلت مشكلة الحدود غير محسومة نهائيا بين إسبانيا والمغرب، إنضاف لهذه المشاكل كذلك مشكلة الحدود البحرية بين البلدين في البحر الأبيض المتوسط والمحيط الأطلسي.

## الموقع
تبعد الجزر 3,5 كلم من بلدة رأس الماء المغربية التابعة لإكبدانن بالناظور. وتقيم حامية مكونة من 190 إلى 200 جندياً على كبراها جزيرة عيشة (كونغريسو). بينما الجزيرتان المتبقّيتان غير مأهولة، كانت جزيرتا أسني (جزيرة إيزابيل الثانية) وإيدو (جزيرة الملك) مرتبطتين في السابق بواسطة جسر حجري لكنه انهار بفعل الأمواج.
الجزر الثلاث هي:
| الترتيب | الاسم المغربي (الأمازيغي) | الاسم الإسباني                          | المساحة    |
| ------- | ------------------------- | --------------------------------------- | ---------- |
| 1       | جزيرة عيشة (عائشة)        | جزيرة كونغريسو Isla del Congreso        | 0.256 كلم² |
| 2       | جزيرة إيدو                | جزيرة إيزابيل الثانية Isla de Isabel II | 0.153 كلم² |
| 3       | جزيرة أسني                | جزيرة الملك Isla del Rey                | 0.116 كلم² |

## أصل التسمية
يرجع المؤرخون اسم هذه الجزر إلى اللغة الأمازيغية القديمة حين كان يطلق عليها جزر إشفارن والتي يعني إلى يومنا هذا جزر اللصوص وهو الاسم الذي بقي محافظاً على شكله ونطقه لدى الإسبان الذين ينادونها بإيسلاس تشافاريناس، وتتركب هذه الجزر الواقعة بين السعيدية 17 كلم شرقاً وقرية أركمان 30 كلم غربا وعلى بعد 3,5 كلم من شاطئ جماعة رأس الماء التي تقطنها قبيلة كبدانة من ثلاث أجزاء والأسماء المغربية لهذه الجزر هي: جزيرة أسني الواقعة في الجهة اليمنى وجزيرة عيشة الأكبر من حيث المساحة في الطرف الأيسر ثم جزيرة إيدو في الوسط. واعتبرت الجزر الجعفرية أو جزر إشفارن منطقة مفضلة في فترات الصراع وتنامي نشاط القرصنة إذ كانت ملجأ مجموعات اللصوص الهاربين من سلطة الدولة اتخذت من هذا المكان محمية خاصة تنطلق منها في اتجاه عرض المتوسط معترضة السفن التجارية على الخصوص ومصادرة سلعها أو فرض إتاوات لإخلاء سبيلها.
وقد أطلق الأسبان على هذه الجزر الأسماء الآتية: إزابيلا الثانية (جزيرة إيدو) وطولها 600 متر، كونكريسو (جزيرة عيشة) وهي أكبرهم طولها 900 متر وعرضها 400 متر وأخيرا جزيرة الري أي الملك (جزيرة أسني).

## الأهمية الإستراتيجية
تعدّ إسبانيا إلى حدود اليوم الجزر الثلاث بمثابة امتداد لها في المجال البحري ويزداد تشبّت إسبانيا أكثر بهذا الموقع لما يوفره لها من فرص تتيع كافة التحولات بالمنطقة المقابلة مع مراقبة تحركات الجانب المغربي على امتداد الشاطئ الشرقي من إقليم الريف المغربي، حيث يمكن رؤية هذه الجزر من على مسافات قريبة من هضبة السعيدية أو مرتفعات كوركو أو جبال كبدانة. وهو السر الذي جعلها تنال نصيباً كبيراً من الاهتمام لدى إسبانيا، لا سيما في فترة حرب الريف التي وجدت أمامها قوة لا يستهان بها من رجال المقاومة من أبناء قبيلة كبدانة لذلك جنّدت إسبانيا كافة إمكانياتها مستغلة وجودها فوق الجزر الجعفرية لمحاصرة رجال المقاومة ومراقبة تحركاتهم في اتجاه الغرب والشرق بهدف الحد من أي تعاون وتنسيق مع رجال الثورة بالجزائر أو مع حركة محمد بن عبد الكريم الخطابي. فطبيعة الجزر الثلاث سمحت لقوافل الإمدادات القادمة من شبه الجزيرة الإيبيرية للرسوّ كمرفأ طبيعي استقبل على مدى فترات التوسع الإمبريالي لإسبانيا الآلاف من الجنود لتأمين نجاح التدخل العسكري بالريف وتطويق أفواج المقاومة المرابطة بجبال كبدانة والقبائل المجاورة.

## النزاع الحدودي
ترفض المغرب الاعتراف بشرعية الحكم الإسباني على جزر إشفارن (الجزر الجعفرية) بالإسبانية Chafarinas وعلى مدينتي سبتة ومليلية. يطالب المغرب إسبانيا بالدخول في مفاوضات مباشرة معها لأجل استرجاعهما، كما يعدّهما إحدى أواخر معاقل الاستعمار في إفريقيا، غير أن المنطقة لم تصنفها الأمم المتحدة ضمن المناطق المحتلة.
تعدّ إسبانيا جزر إشفارن جزءا لايتجزأ من ترابها الوطني، وتصنّفها في خانة المحميات الطبيعية موظفة المجال البحري للجزر ويابستها في الدفاع عن البيئة. ويعيش في هذه الجزر حوالي 260 جندي مرابط فوقها من بينهم 15 إلى 20 موظف مكلف بالإدارة والتنسيق مع السلطة الإدارية بمليلية أو العاصمة مدريد بالإضافة إلى حارسين مهمتهما حماية المجال الطبيعي والتنوع البيولوجي والبيئة. ومعظم هؤلاء يقيمون في جزيرة الملكة إيزابيلا التي توجد فيها معظم البنايات بالإضافة إلى الحامية العسكرية.
يسعى المغرب دوماً إلى طرح مسألة استرجاع الجزر الموجودة بالمتوسط عبر الوسائل السلمية موظفاً قنوات دبلوماسية رسمية في اللقاءات الثنائية بين البلدين كما لعبت دبلوماسية الموازية دوراً في دعم مطالب المغرب وجعلها في صلب المشاورات للتعريف بأحقية المغرب في استرجاع أراضيه، بل تذهب المجهودات المغربية أبعد من ذلك مؤكدة على أن اعترافاً إسبانيا بمغربية هذه الثغور هو مدخل أساسي لقيام تعاون شامل مبني على الثقة المتبادلة وضمانة لتعزيز التقارب بين الدولتين الجارتين. مطالب تتجاهلها إسبانيا رغم مناداة المغرب في أكثر من مناسبة إلى الجلوس على طاولة المفاوضات كما سبق وأن اقترح الملك الراحل الحسن الثاني تشكيل خلية تأمل الشيء الذي لا زالت ترفضه إسبانيا سواء في حكومة الحزب الشعبي السابقة أو الحكومة الإشتراكية الحالية والتي ترى في المناطق المتنازعة والجزر الجعفرية على سبيل المثال حلقة اقتصادية تُضاف إلى الدور الاقتصادي خاصة بعد صدور مجموعة من التقارير التي أكّدت وجود ثروة نفطية على طول الساحل المتوسطي بين رأس الماء ومليلية، معطيات تُضاف إلى مبررات إسبانيا وتجعلها في تشبّت دائم للحفاظ على الوضع كما هو خاصة وأنها لا زالت ترفض مسألة رسم الحدود البحرية مع المغرب.

## معرض صور

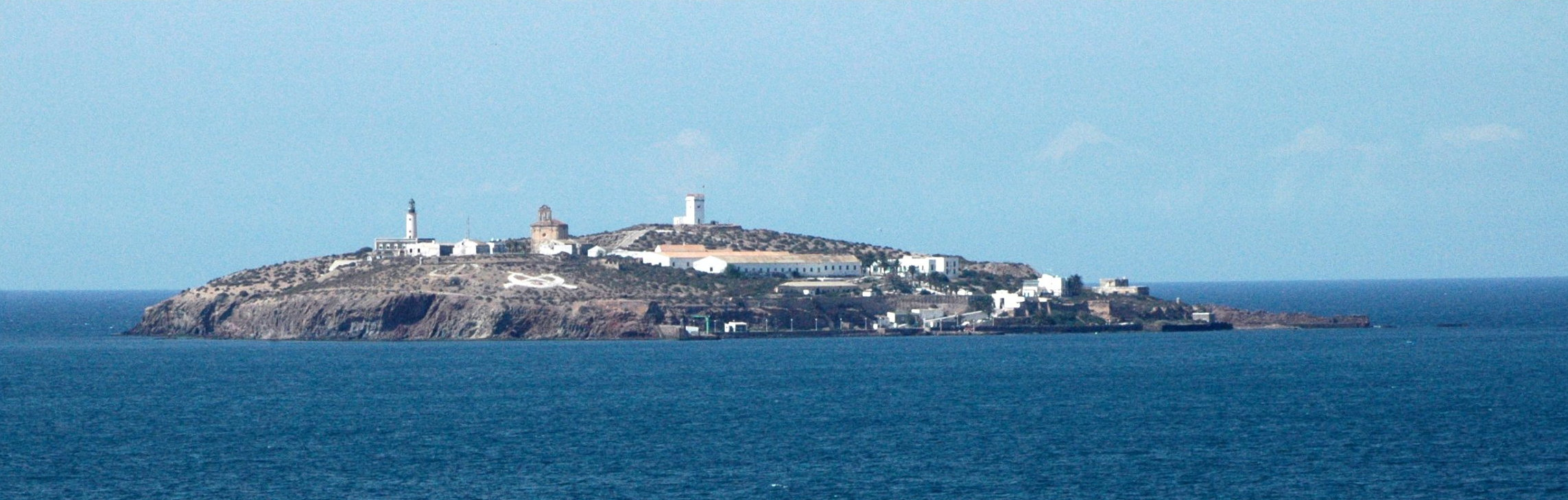
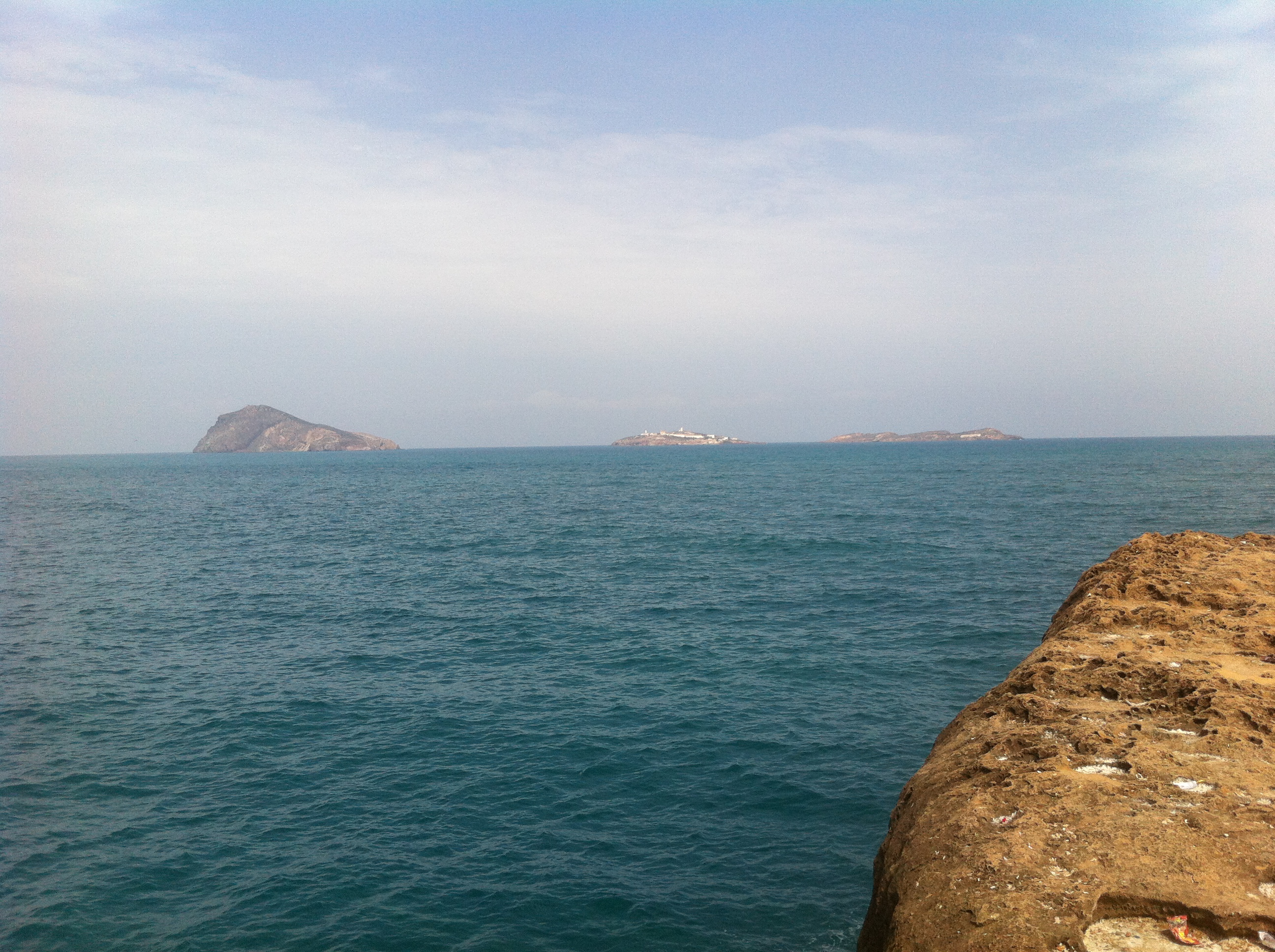
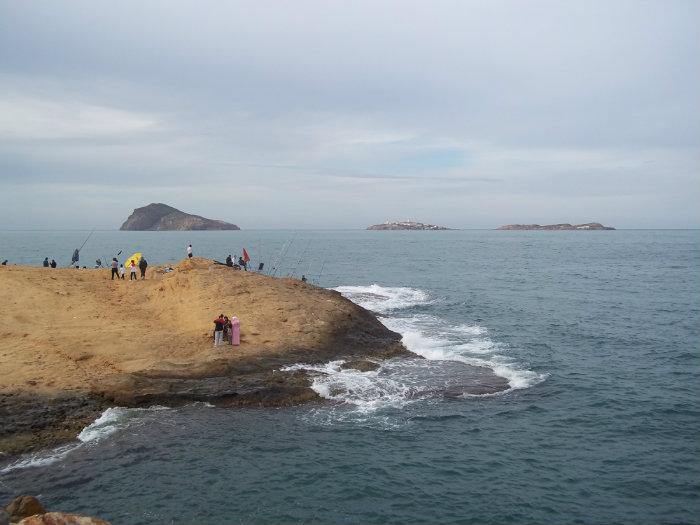
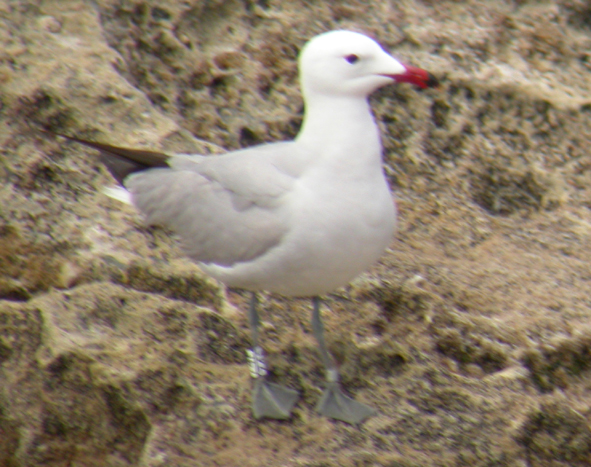
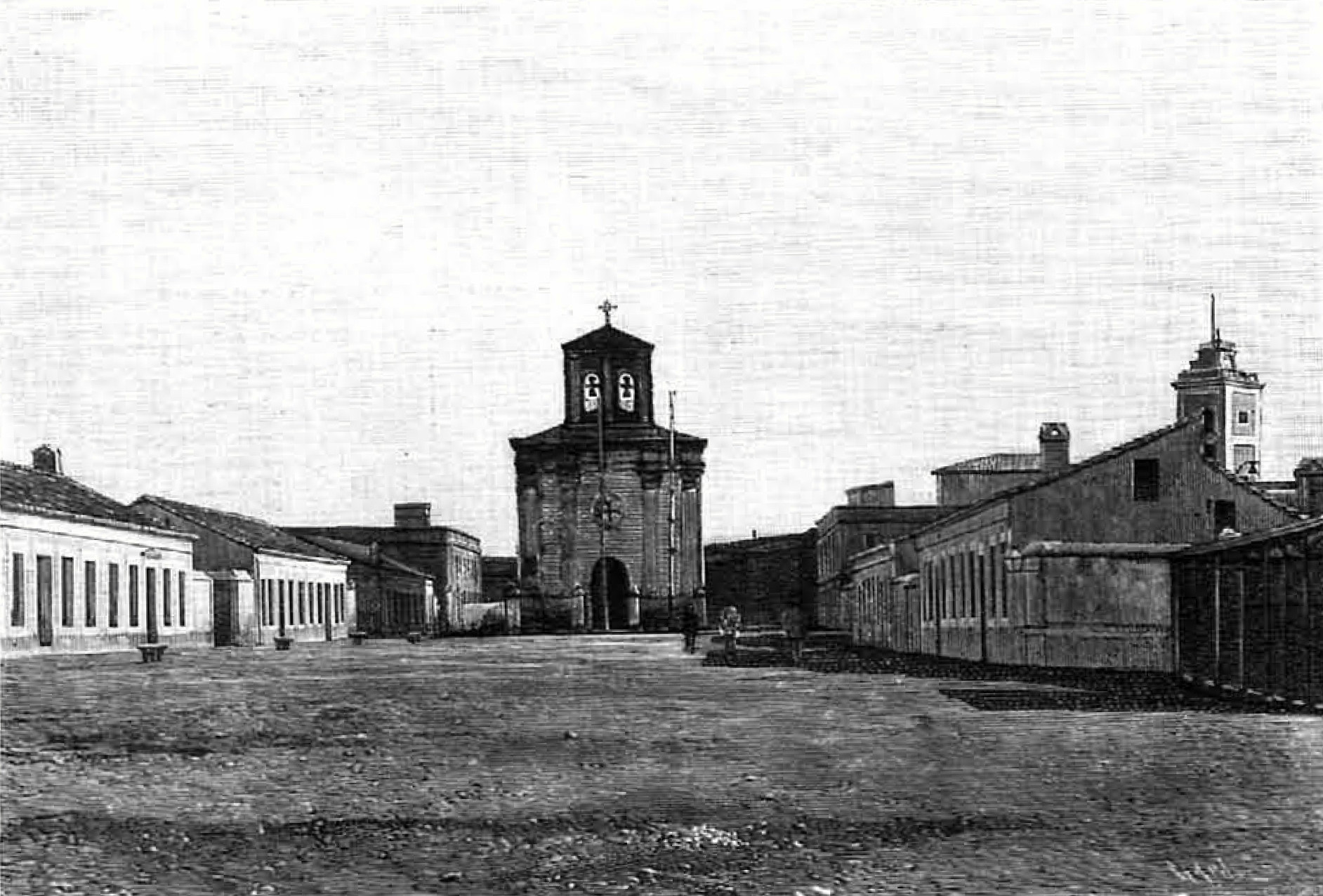